# Kisharsány
Kisharsány ist eine ungarische Gemeinde im Kreis Siklós im Komitat Baranya.

## Geschichte
Kisharsány wurde 1235 erstmals urkundlich erwähnt.